# 綠泥石
綠泥石（英語：Chlorites）為頁矽酸鹽礦物底下的一個礦物群，根據其化學式綠泥石可以被說是以下幾種礦物礦或是其礦物亞種的統稱
- 斜綠泥石（Clinochlore）: Mg
5Al(Si
3Al)O
10(OH)
8
- 鮞綠泥石（Chamosite）: (Fe,Mg)
5Al(Si
3Al)O
10(OH)
8
- 鎳鋁泥石（Nimite）: (Ni,Mg,Al)
6(Si,Al)
4O
10(OH)
8
- 錳鋁綠泥石（Pennantite）: (Mn
5Al)(Si
3Al)O
10(OH)
8
- 鋰綠泥石（Cookeite）: LiAl
4(Si
3Al)O
10(OH)
8
- 全鋁綠泥石/片矽鋁石（Donbassite）: LiAl
4(Si
3Al)O
10(OH)
8
- 錳鎂綠泥石（Gonyerite）: (Mn,Mg)
5(Fe3+)
2Si
3O
10(OH)
8
- 鋁綠泥石/須藤石（Sudoite）: Mg
2(Al,Fe)
3Si
3AlO
10(OH)
8
- 鋅鐵綠泥石（Baileychlore）: (Zn,Fe2+,Al,Mg)
6(Al,Si)
4O
10(O,OH)
8

## 晶體結構

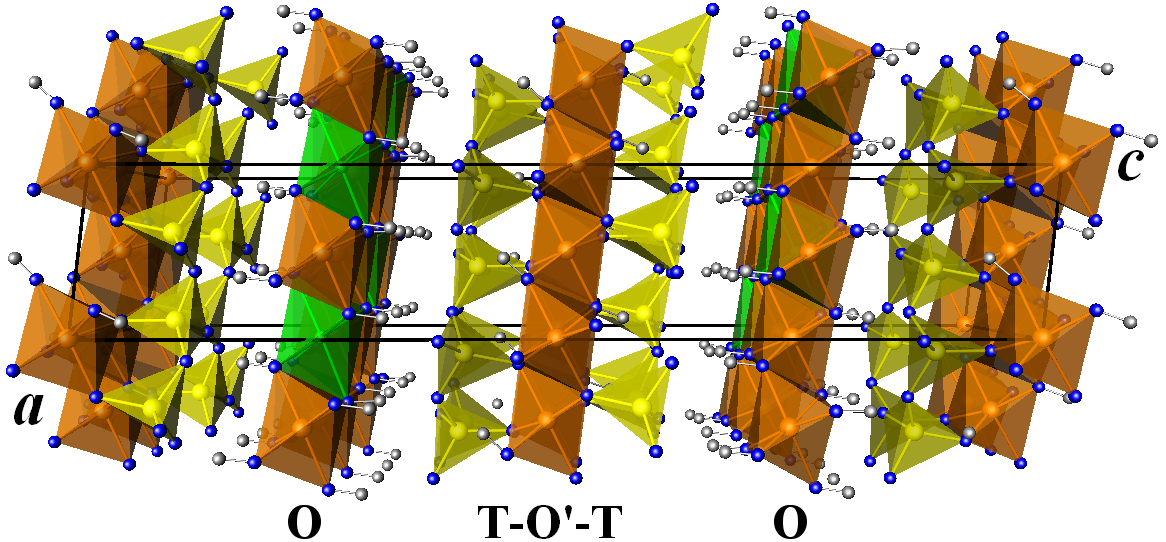
綠泥石的晶體結構

綠泥石典型的化學式為 (Mg,Fe)3(Si,Al)4O10(OH)2·(Mg,Fe)3(OH)6 該式強調該礦物群的結構。
綠泥石有2:1的夾層結構(2:1夾層為四面體-八面體-四面體之結構，英文取其第一個字簡稱為t-o-t)因此常被認為是和滑石結構類似，和其他黏土礦物不一樣的地方在於綠泥石在於兩個t-o-t夾層之間多了一個八面體薄層(主要由Mg2+, Fe3+)(OH)6的八面體組成又稱o層，該層的結構被認為和水鎂石(brucite)的結構相似)，因此綠泥石結構可以用「...t-o-t o t-o-t o t-o-t ...」來解釋，這也是為什麼又被稱為2:1:1的片狀矽酸鹽的原因。 

在舊的分類上將綠泥石分為兩個子群體－正綠泥石(orthochlorites)和鱗綠泥石(leptochlorites)，該做法之所以很少使用是因為「正-(ortho-)」這個字首會讓將為誤導人以為綠泥石是單斜晶系而非正方晶系(orthorhombic)。

## 發生環境

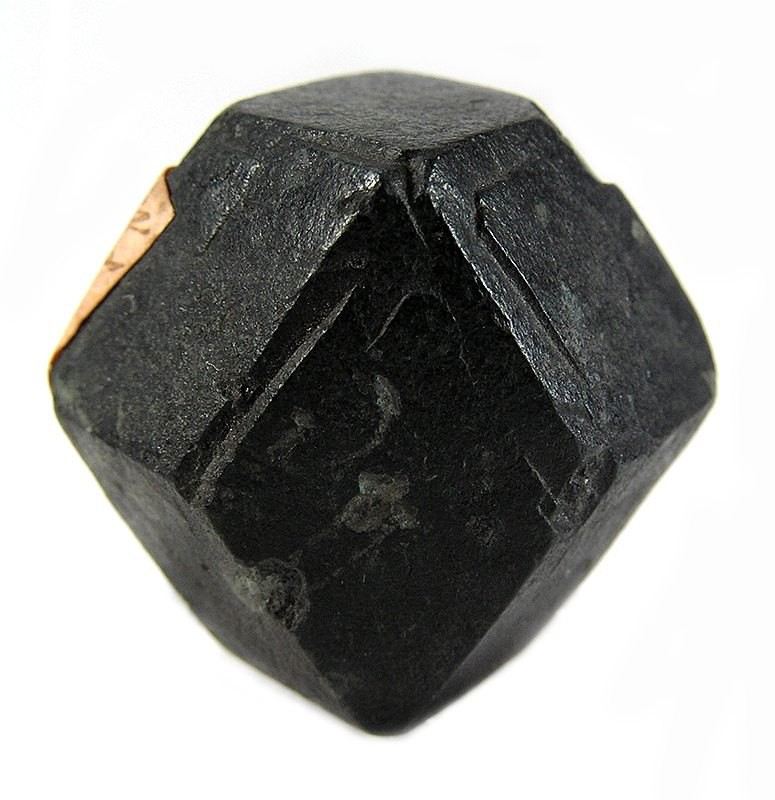
綠泥石取代石榴子石假象，密西根州產(size: 3.5 × 3.1 × 2.7 cm)

綠泥石經常由火成岩中的鐵鎂質礦物（例如：黑雲母、角閃石、輝石）變換後得來的產物。在這樣的環境中，綠泥石可能為過去存在的鐵鎂質礦物經過降級變質變換而來，也可能是過去有經過鎂鐵質增加的換質作用，亦或是有其他分子進入岩石所造成。綠泥石也常常和熱液礦床有所關聯，通常會與綠簾石、絹雲母、冰長石及硫化物礦物共生。同時也是低度變質作用中沸石相、綠色片岩相的指標礦物，另外綠泥石也會生長在石英、鈉長石、絹雲母、石榴子石等礦物所組成的組成泥質片岩中。
實驗指出綠泥石在地函之上的海洋岩石圈比橄欖石還要穩定，在生成島弧岩漿地幔中甚至可能存在綠泥石。